# Ciudad iberorromana fortificada La Carencia

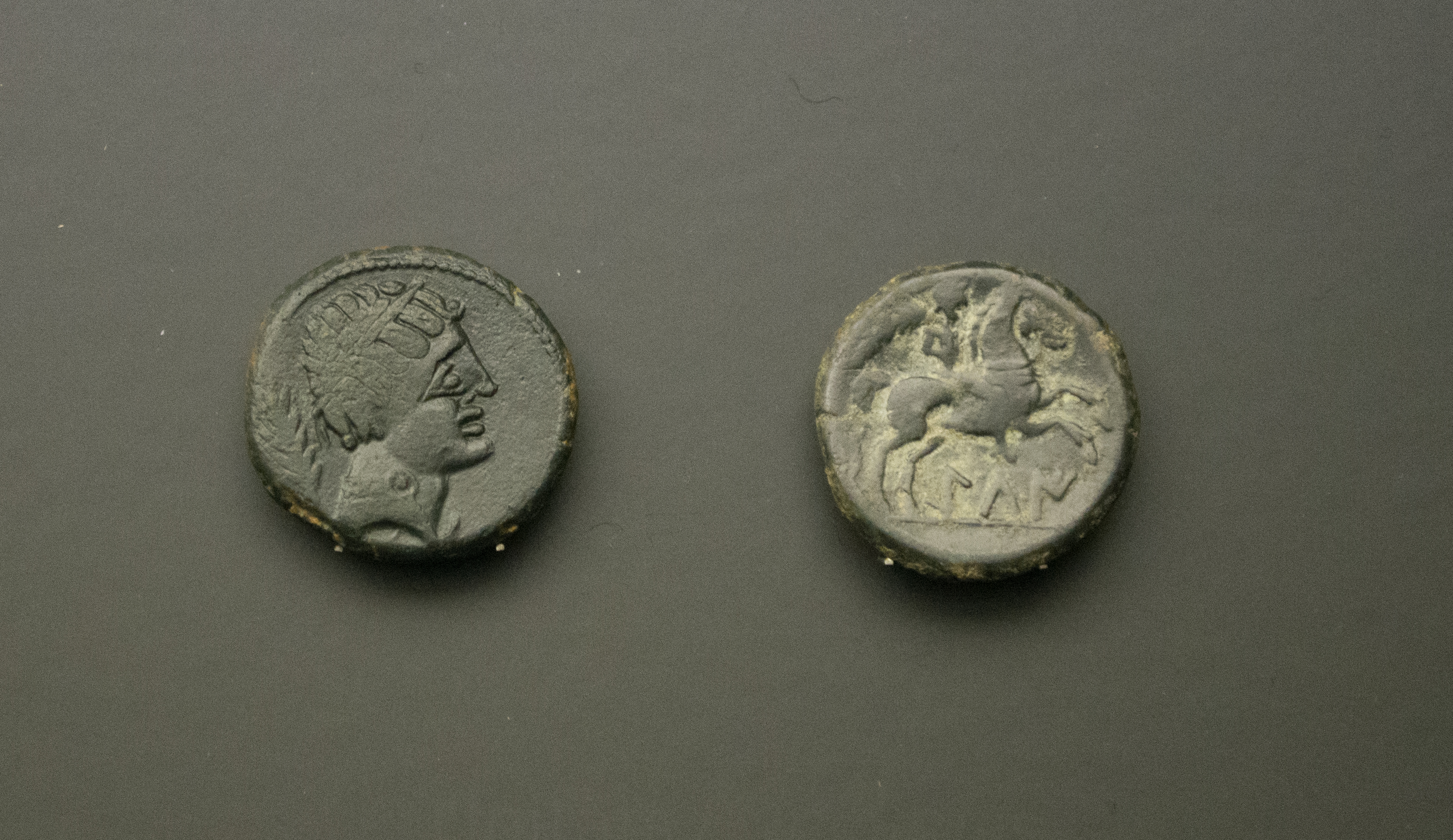
Monedas de cobre de Kili: unidades (150 a. C.). a. C. Museo de Prehistoria de Valencia.

La ciudad Iberorromana fortificada La Carencia, también conocida como poblado ibérico La Carencia, es un yacimiento ibero-romano que fue descubierto en 1887 y se encuentra situado a tres kilómetros del municipio de Turís, en la cordillera del Portell, en la comarca de la Ribera Alta de la provincia de Valencia.
Está considerado como Bien de interés cultural con número de anotación ministerial: R-I-51-0012148, y fecha de anotación 21 de julio de 2008.

## Historia
La Carencia de Turís es una antigua ciudad ibérica, con más de ocho hectáreas, que inició su andadura en el siglo IV a. C. perviviendo hasta el siglo II d. C., en tiempos romanos,  aunque con un área más reducida, y siguió estando ocupada en época islámica con una torre vigía.
El yacimiento de La Carencia se dio a conocer en el siglo XIX, pero no es hasta 1971 cuando se hace la primera excavación que muestra materiales de las culturas del bronce, hierro, romana y árabe(gracias a los trabajos de la investigadora Milagros Gil-Mascarrell en los años 1971-72 se conoce la cronología de una parte del yacimiento así como el tipo de construcciones y extensión de una parte del poblado, que tiene una ocupación desde el Bronce Final, continuando en las épocas Ibérica, Romana Republicana y Roma Imperial hasta llegar al periodo islámico con la construcción de una torre). Se puso al descubierto una reducida parte del conjunto con varias habitaciones y niveles de ocupación de los siglos IV  al I a. C.
En el año 2001 se inició un proyecto de la Diputación de Valencia, bajo la dirección de la conservadora del Museo de Prehistoria de Valencia, Rosa Albiach Descals, gracias al cual se pudo documentar tres murallas con torres construidas para defender, tener buena visibilidad del territorio y dar monumentalidad al lugar, entre los siglos IV y III a. C.
Los expertos consideran que en el siglo VI a. C. se consolidó y se estabilizó el poblado íbero con cinco asentamientos, y más tarde, en el IV, se considera el gran momento de la cultura íbera en el territorio , ya que es en este momento cuando se crea un recinto fortificado con construcciones en su interior. El hallazgo de esculturas refuerza su entidad como centro con una cierta aristocracia local. De los siglos II y I a. C. se han encontrado un total de 22 yacimientos con materiales cerámicos íberos y romanos, lo cual pone en evidencia un índice de ocupación mayor que antes. Se pueden encontrar por toda la ciudad vestigios que muestran signos de defensa, resistencia, incendio y destrucción. Para la arqueóloga Rosa Albiach, la Carència sería la llamada ciudad perdida, Kili, siendo uno de los elementos que demuestran su importancia la cerámica de importación que demuestra que el poblado mantenía comercio con Grecia y Roma.

## Descripción
La Carencia está en una amplia llanura con relieve cárstico, donde destacan algunos macizos surcados por el río Magro, con numerosos barrancos y fuentes que emergen al borde de las montañas. La proximidad al río Magro, afluente del Júcar, condicionó su ubicación ya que de este modo podía contar con una red comercial fluvial y terrestre de la antigüedad en contacto directo con el comercio marítimo. La intensa actividad comercial que tuvo, queda patente por el hallazgo de numerosos objetos griegos, fenicios, ibéricos y romanos, destacando un millar de monedas. La identificación de este asentamiento con la ceca bilingüe Kili/Gili (siglo III a. C.) atiende, actualmente, a la dispersión espacial de las monedas.
Tiene una situación estratégica, entre la costa y las comarcas interiores, cosa que le proporcionó un carácter de núcleo distribuidor de mercancías hacia las comarcas de interior. Al yacimiento se puede acceder por tres caminos diferentes. Por el noroeste de la vertiente,  por el que se puede circular con vehículo. Por el sudoeste llegamos a la cota más baja del poblado. Y, por último,  al este de la montaña casi perdido por la vegetación y por el que se llega a una fuente situada en la parte media del poblado. En la llanura que rodea la montaña de La Carencia se encuentran muchos restos arqueológicos, así, se levantan algunas pequeñas colinas donde se ubican poblados de la época de Bronce e ibéricos y en algunas terrazas del río Magro se hallan también restos de villas romanas.
Por su situación elevada, desde la ciudad se controlaba y divisaba un amplio territorio: por el sudoeste y al fondo de la sierra del actual término de Dos Aguas y el poblado ibérico de Pico de los Ajos (Yátova) y por el sudeste el puerto de Buñol. Por el norte se divisan al fondo las últimas estribaciones de la sierra Calderona y detrás de la actual localidad de Loriguilla, la cima de la ciudad ibérica de Edeta (Liria). Hacia el este en un día claro se puede llegar a ver el mar Mediterráneo.
La extensión de la ciudad era grande, de más de ocho hectáreas, y contaban además con doble muralla exterior. La primera muralla encerraba un recinto denominado por Milagros Gil-Mascarell, “la acrópolis” , se sitúa en el punto más alto de la cima, es considerado el recinto más antiguo, ocupa 0,3 hectáreas con un perímetro de 246,49 metros cuadrados. También se conoce desde las excavaciones de los años 70, una torre denominada torre Este, que no conserva toda la planta sus medidas son 4,26 x 4,90 metros. En el interior del recinto se han encontrado restos de cerámica ibérica, itálica con barniz negro, carbón, escoria de metal, malacología y fauna con una datación de los siglos II-I a. C. En un nivel más bajo se ha encontrado cerámica ática de barniz negro así como fenicia e ibérica. La cronología de este nivel sería la del momento de construcción de la muralla que podría estar entre los siglos IV-III a. C.
Respecto al recinto rodeado por la segunda muralla, el estudio arqueológico y de historia antigua, junto a otras disciplinas relaciona las reformas y tapiados de la muralla con la presencia cartaginesa y romana en Iberia, con los enfrentamientos bélicos de la segunda guerra púnica (218-201 a. C.) y las Guerras Sertorianas (83–72 a. C.).  Este recinto se halla situado en mitad de la ladera sur, a 348,60 m, ocupa una superficie de 18.684,52 m², equivalente a 1, 86 hectáreas.
La muralla del tercer recinto, dataría de la época de la fundación romana de Valentia (138 a. C.), que cierra una superficie de 85.377, 95 m², poco más de 8,6 hectáreas.
Los materiales empleados para la construcción de todos los tramos de muralla y de sus torres,  son sillares y tierra. La captación de agua para el abastecimiento cotidiano se hizo de fuentes y cisternas así como de las simas y cuevas de esta montaña.